# Платан східний
Платан східний, або чинара (чинар) (Platanus orientalis) — вид дерев роду платанів (Platanus) родини платанових (Platanaceae).

## Опис
Платан східний — це дерево заввишки до 55–60 метрів з густою широкою кроною.
Кора — світло-зелена, відшаровується великими, неправильної форми пластинами.
Листя — 10–20 см завширшки, переважно в основі ширококлинодібне, з глибокими лопатями, що у 5–7 разів довші за свою ширину, голе (без запушення).
Голівки плодів, по 2–3 на ніжці, — 2–2,5 см завтовшки. Плід — багатогорішок, що лишається на дереві протягом всієї зими, й розпадається навесні на окремі горішки, що розносяться вітром.

## Поширення та умови росту
У природі чинара зустрічається на Кавказі, Близькому Сході, в Центральній Азії. Може висаджуватись як декоративне дерево.
Вважається, що чинара живе до 2 000 років. Росте швидко, особливо в ранньому віці — щорічний приріст може сягати 1,5–2 м.
Чинар — світлолюбне дерево, росте переважно на глибоких, вологих, з добрим дренажем ґрунтах. Витримує морози до −15 °C.

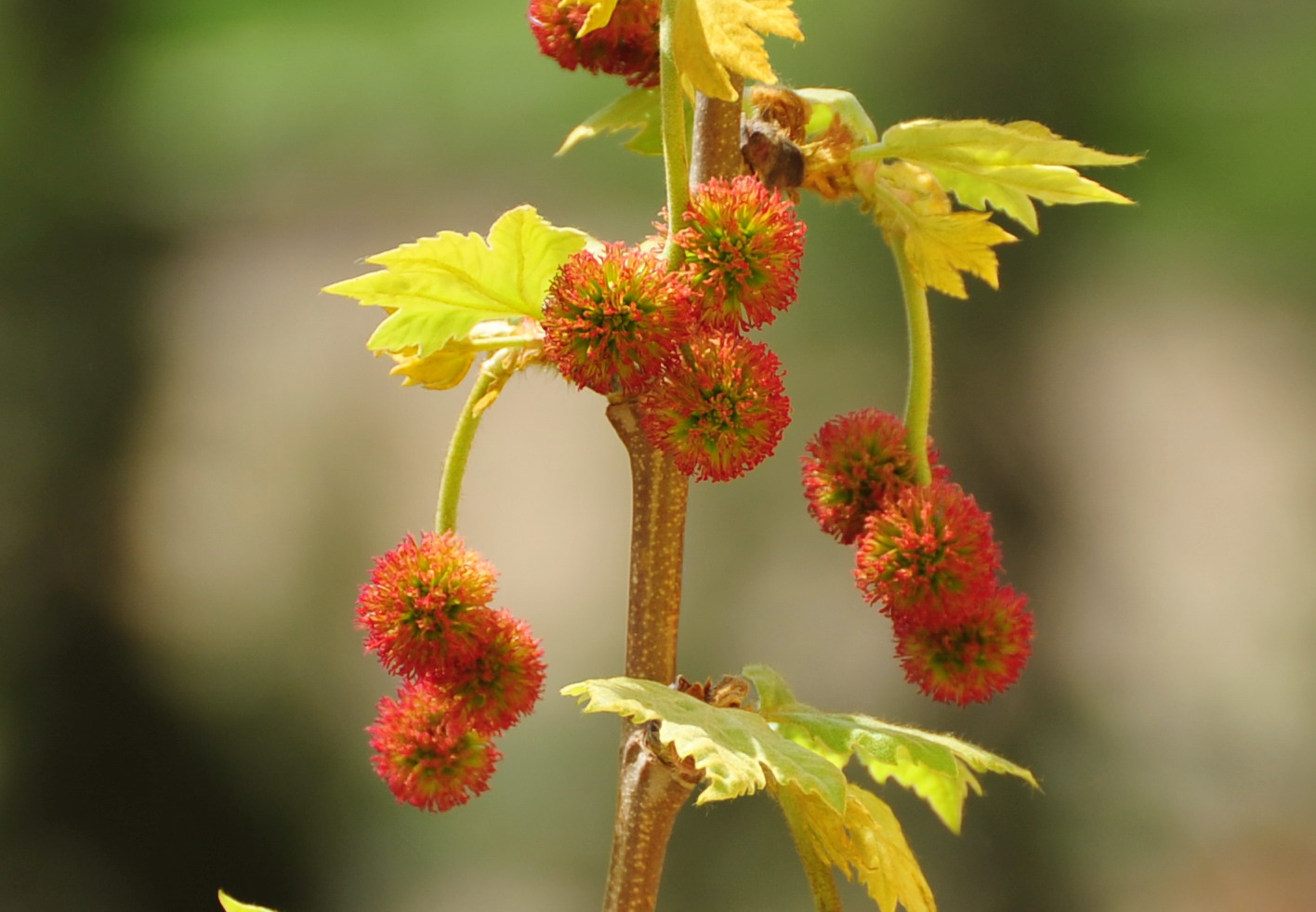
Квіти та молоді листки платана.
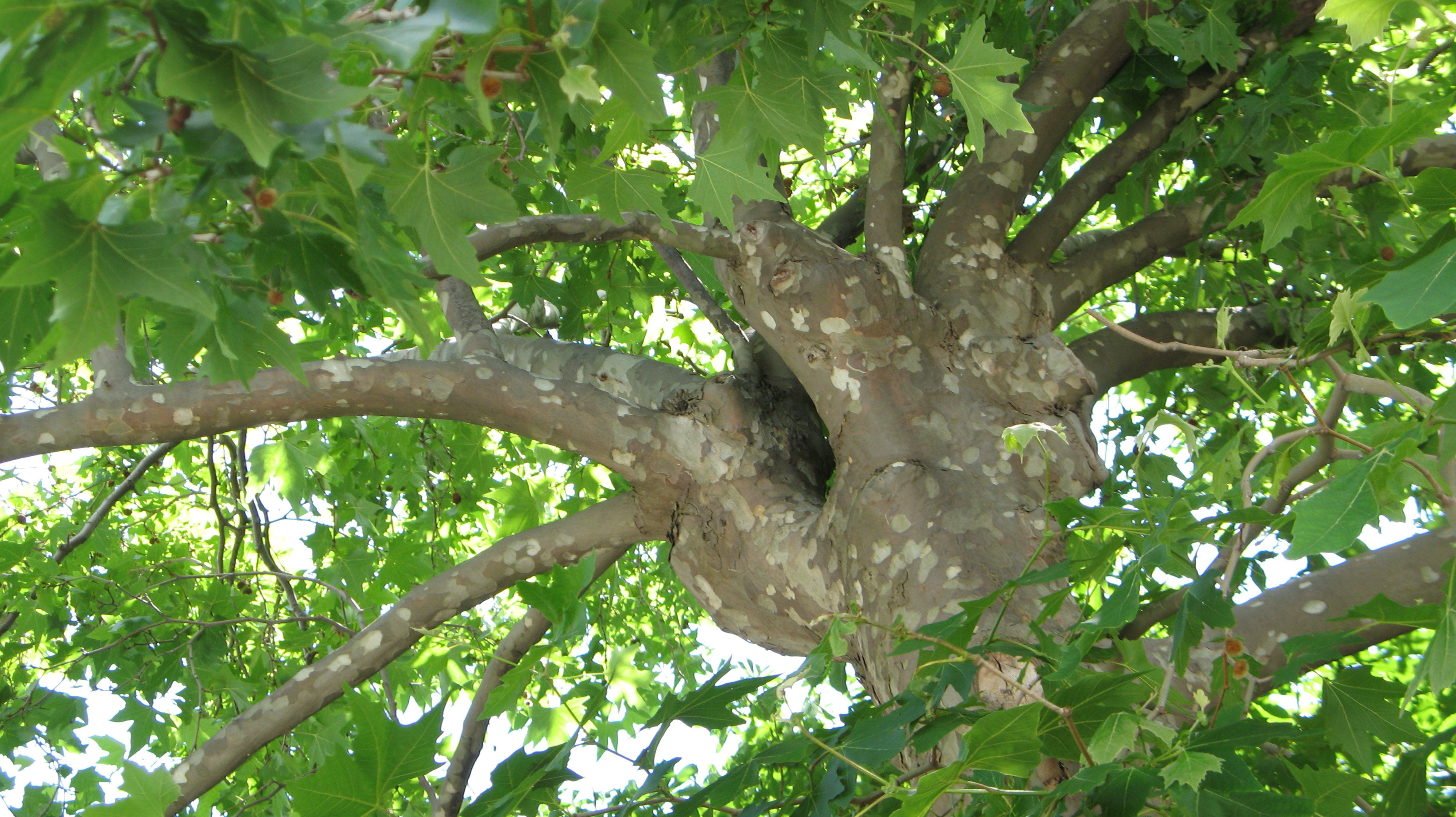
Крона та стовбур платана. Крим. Місхор.
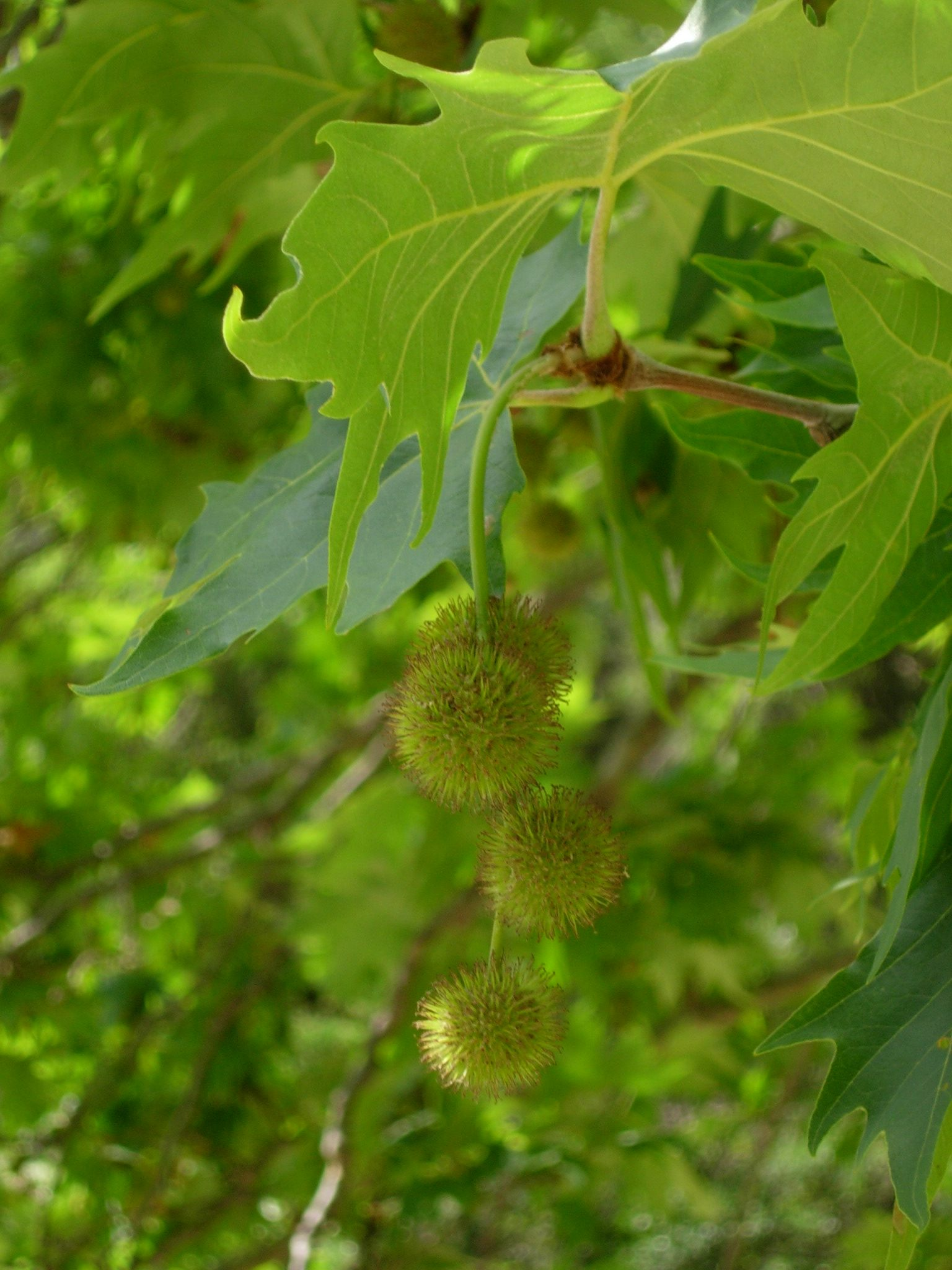
Плоди і листя чинара.
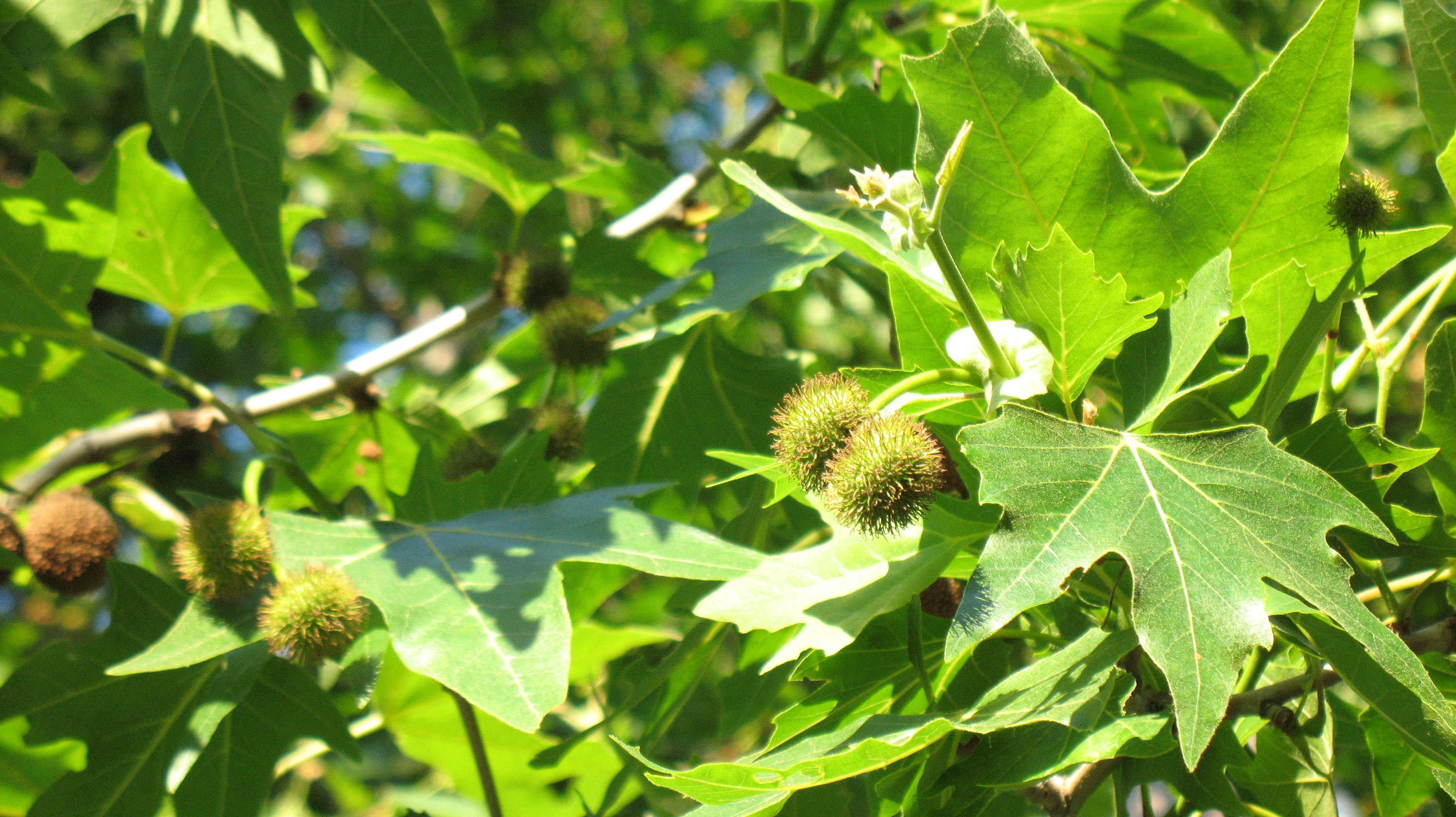
Зелені плоди платана. Крим. Місхор.
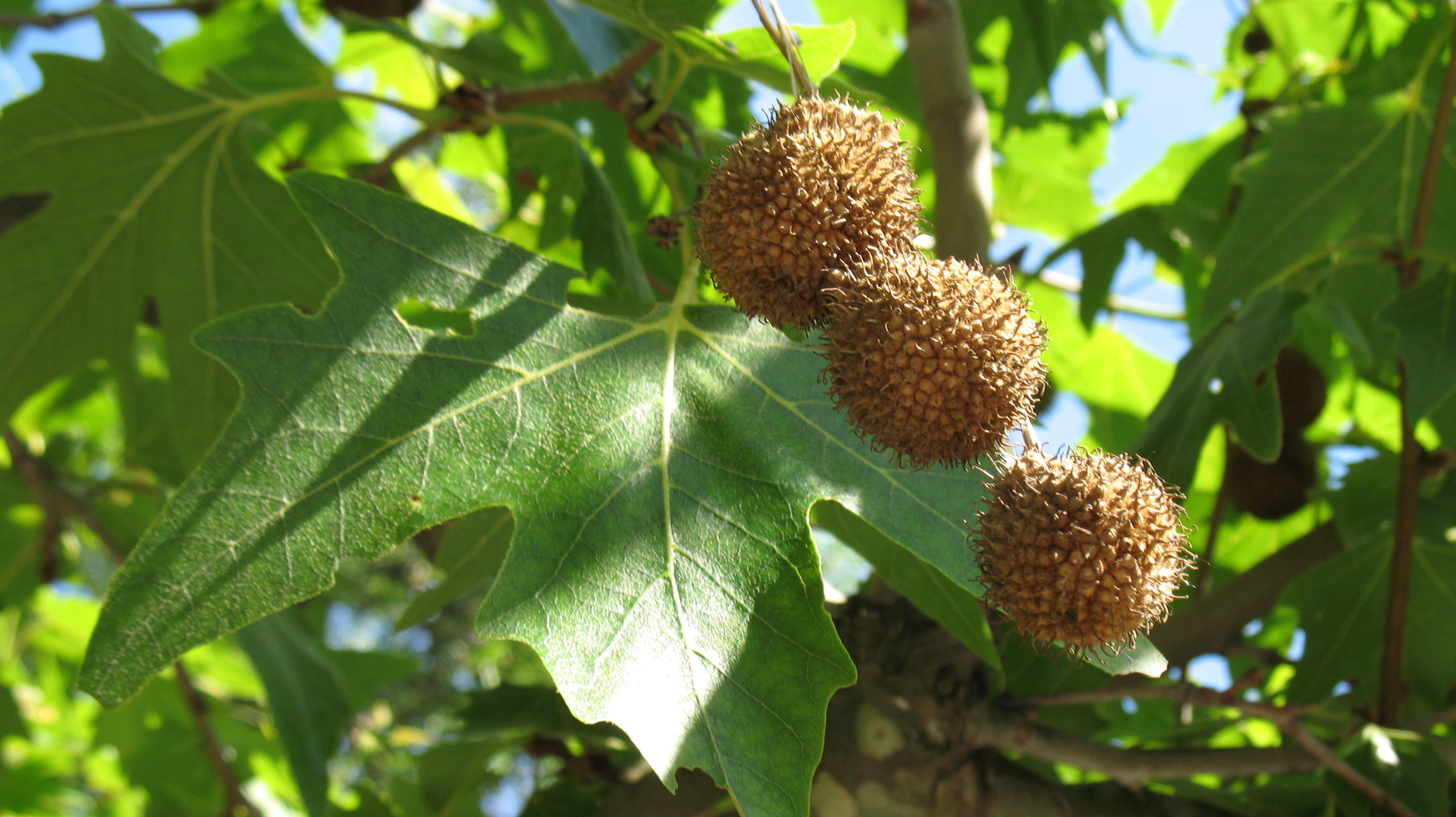
Стиглі плоди платана. Крим. Місхор.
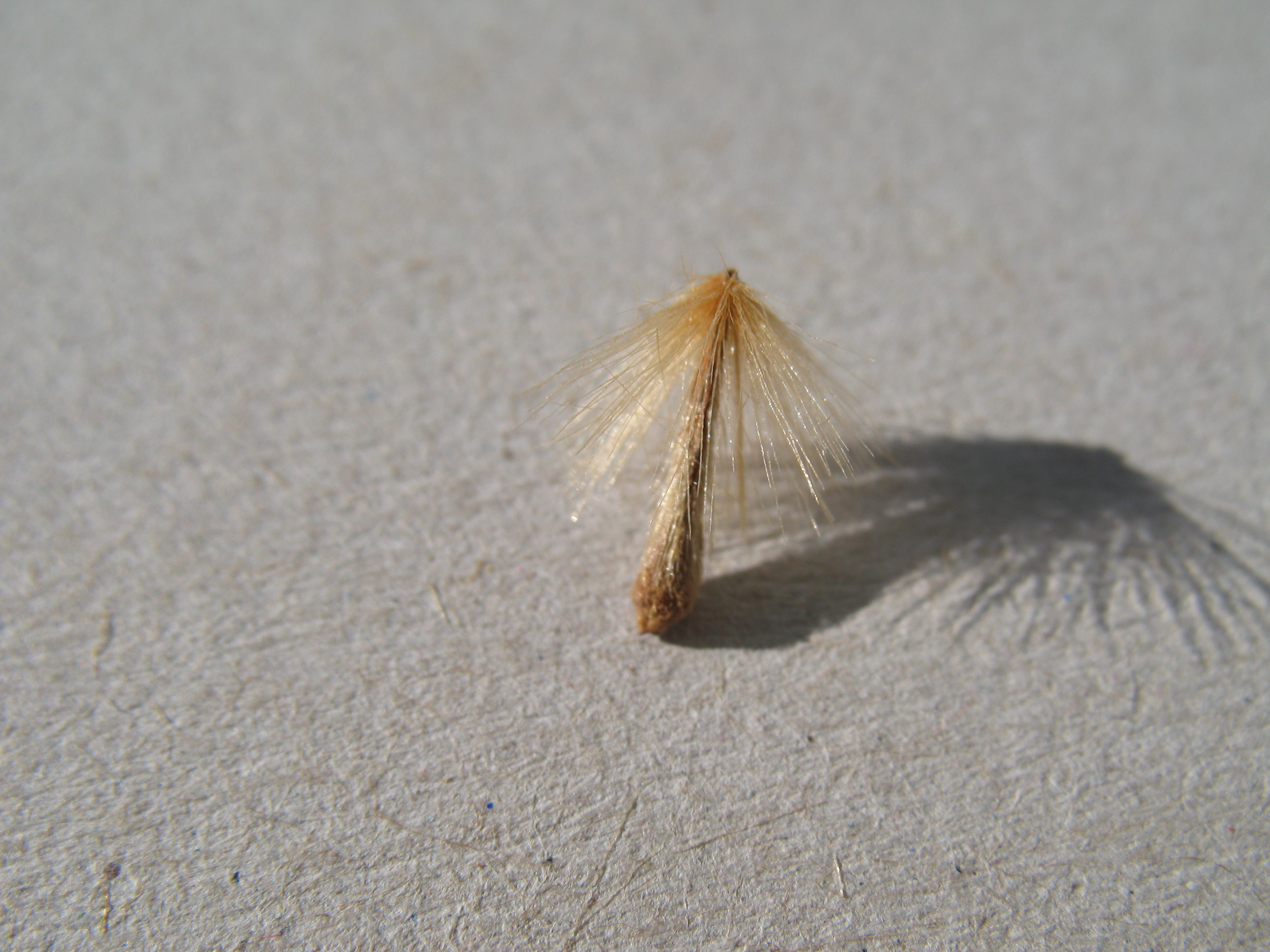
Горішок платана. Крим. Місхор.

## Цікавий факт
Місто Ургут Самаркандської області (Узбекистан) славиться своїми чинарами, вік яких перевищує 1000 років.

## Джерело
Платан східний (чинар) — Platanus orientalis L. // Бродович Т. М., Бродович М. М. Атлас дерев та кущів заходу України. — Львів: Вища школа, 1973. — С. 130–131.
| Гібіскус | Це незавершена стаття про квіткові рослини. Ви можете допомогти проєкту, виправивши або дописавши її. |